# Tokoname
Tokoname (常滑市 Tokoname-shi?) este un municipiu din Japonia, prefectura Aichi.